# Polygonum cascadense
Polygonum cascadense är en slideväxtart som beskrevs av W. H. Baker. Polygonum cascadense ingår i släktet trampörter, och familjen slideväxter. Inga underarter finns listade i Catalogue of Life.